# Sceautres
Sceautres är en kommun i departementet Ardèche i regionen Auvergne-Rhône-Alpes i sydöstra Frankrike. Kommunen ligger  i kantonen Rochemaure som ligger i arrondissementet Privas. År 2022 hade Sceautres 147 invånare.

## Befolkningsutveckling
Antalet invånare i kommunen Sceautres
Referens: INSEE

## Galleri

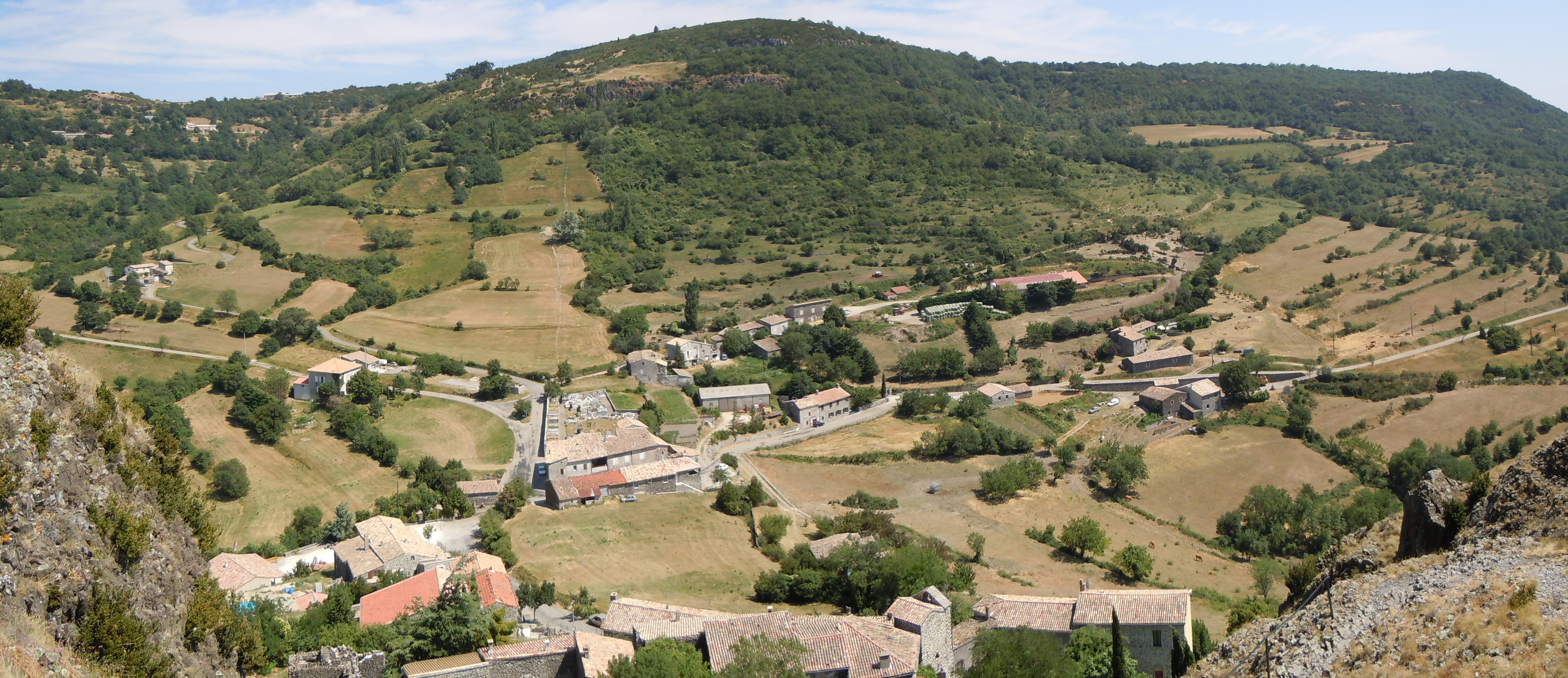
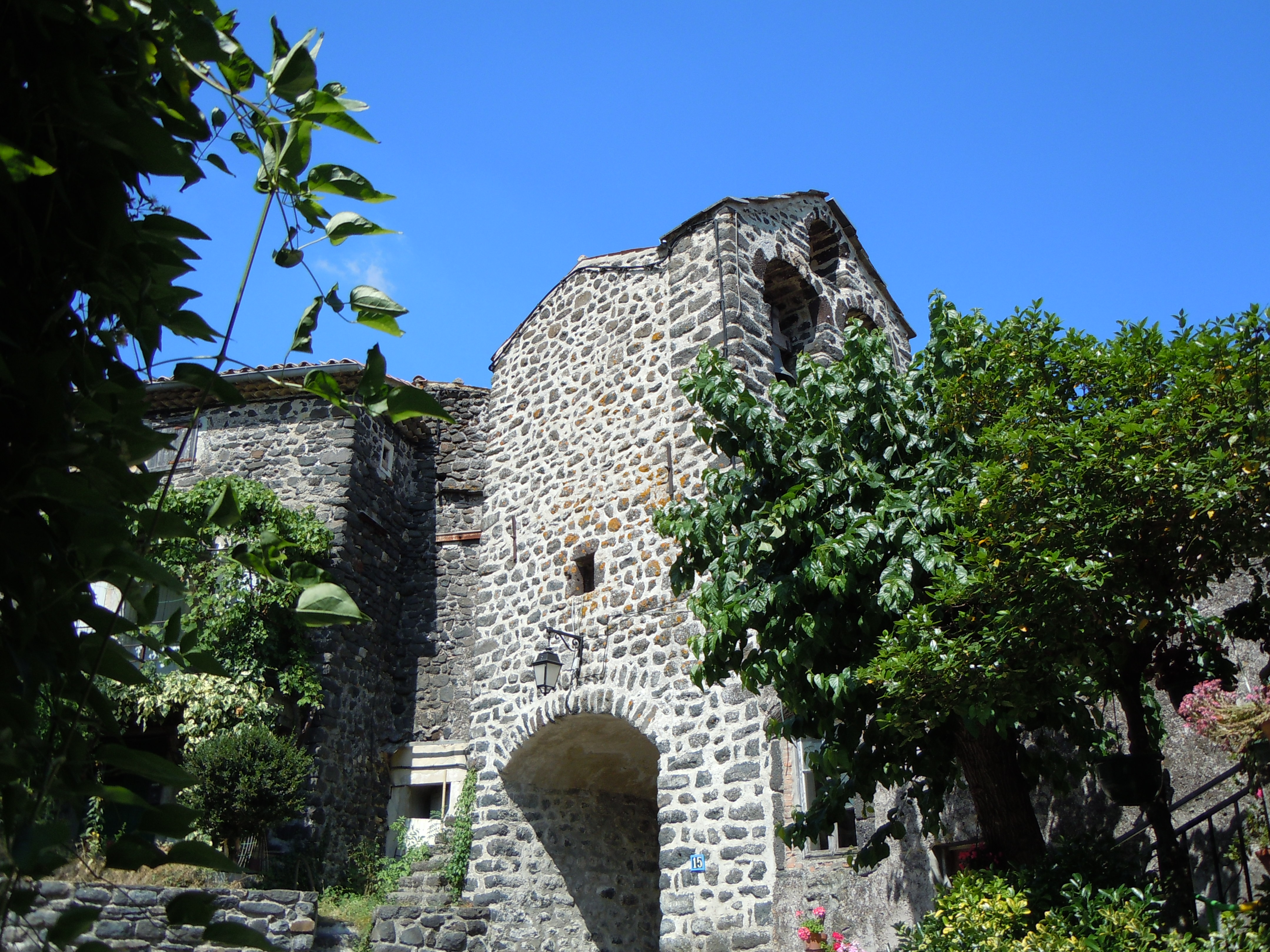
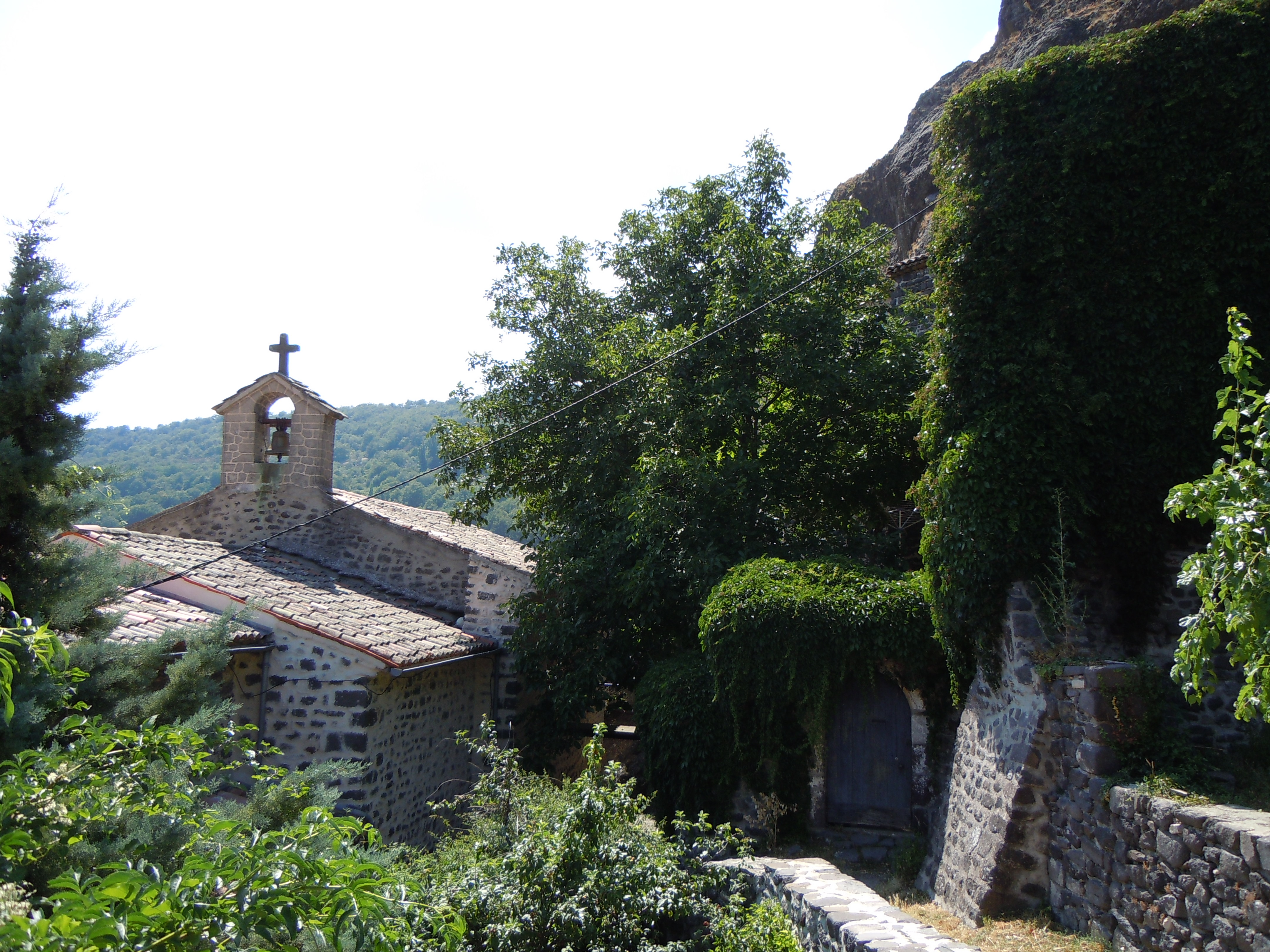
Kyrkan